# Herk
De Herk is een riviertje in Limburgs Haspengouw. De waterloop ontspringt in Rukkelingen-Loon (gemeente Heers) nabij de provinciegrens Limburg - Luik. Extra gevoed wordt ze ter hoogte van Sint-Lambrechts-Herk door de instromende Mombeek. Aan de grens tussen Herk-de-Stad en Halen stroomt ze in de Gete.
Dankzij het waterzuiveringsstation in Alken (1998) is de waterkwaliteit behoorlijk, wat vroeger anders was, toen de brouwerij van Alken het water van de Herk gebruikte voor koeling en het riviertje ook diende als afvoerkanaal.
Het riviertje geeft haar naam aan enkele plaatsen die ze passeert, zoals Herk-de-Stad en Sint-Lambrechts-Herk. Tal van kastelen zijn gebouwd in de vallei van de Herk, onder andere het kasteel van Rullingen. Ook de plaatsen Wellen, Alken, Voort, Gotem, Hoepertingen, Berlingen, Herten, Terkoest en Stevoort en een aantal watermolens liggen aan de Herk.
De naam Herk komt van het Keltische woord arika, verkleinwoord van ara dat rivier betekent. Herk betekent dus kleine rivier of beek.

## Herk Vallei
Door het rechttrekken van de Herk kregen enkele gemeentes stroomafwaarts meer te maken met wateroverlast. De beek kreeg daarom opnieuw plaats om te meanderen in een stuk van de vallei. Deze vallei is een overstromings- en natuurgebied. 

## Zijbeken
- De Mombeek mondt in Sint-Lambrechts-Herk in de Herk.
- De Simsebeek mondt in Alken-Centrum in de Kleine Herk en even verder in de Herk.
- De Kozenbeek mondt in Terkoest in de Herk.

## Monding
De Herk mondt in de Gete, zo'n 195 meter voor diens monding in de Demer.
Het debiet van de Herk overstijgt deze van de Gete regelmatig wanneer het in haar stroombekken heviger heeft geregend als in het stroombekken van de Gete.